# 마쓰라토
마쓰라토(일본어: 松浦党)는 일본 헤이안 시대부터 센고쿠 시대에 걸쳐 히젠 마쓰라 지방에 조직된 무사단(武士團)의 연합 조직이다. 주로 수군으로 유명하였으며, 일족은 48개로 나뉘어 있어 마쓰라 48당(松浦四十八党)이라고도 불렸다.

## 기원
에도 시대 히라도번의 번주 히라도 마쓰라씨(平戸松浦氏)에 의해 편찬된 마쓰라 집안의 족보 《마쓰라가 세전》(松浦家世伝)에 따르면, 사가 겐지(嵯峨源氏)의 일족인 마쓰라씨(松浦氏)를 소료(惣領), 와타나베노 쓰나(渡辺綱)를 시조로 하는 와타나베씨(渡辺氏)를 도료(棟梁)로 하는 셋쓰의 료구치 부샤(滝口武者)의 일족으로, 수군으로써 세토 내해를 통괄했던 와타나베토(渡辺党)의 분파라고 전한다. 와타나베노 쓰나의 손자 마쓰라 히사시(松浦久, 와타나베 히사시로 혼세인 겐지를 써서 미나모토노 히사시(源久)라고도 한다)가 엔큐(延久) 원년(1069년) 마쓰라군(松浦郡)의 우노노 미큐리야(宇野御厨)의 검교(検校) 즉 장관(荘官)이 되면서 현지 지명을 자신의 성씨(苗字, 묘지)로 삼았고, 마쓰라 히사시는 이후 마쓰라토의 시조로 모셔지게 되었다.
일족은 저마다 자신들의 거점 지역의 이름을 따서 묘지로 삼았는데, 이들 일족의 연합체를 가리켜 마쓰라토라고 한다. 그들은 토(党)라는 이름으로 뭉쳐진 연합체로써 중심이 되는 우지(氏)의 강한 통제를 받거나 하지는 않고 동맹적인 관계를 유지하였다. 그 가운데 지도력이나 세력이 있는 우지가 마쓰라토의 소료가 되었다.
그러나 미나모토노 히사시가 우노노미큐리야의 장관이 되어 히젠에 낙향했다는 시점인 엔큐 원년 이전에 사가 겐지의 계통으로 보이는 외자 이름을 쓰는 인물이 현지에서 관계자로써 존재하고 있었음을 보여주는 사료가 존재한다. 사가 겐지는 사가 천황의 아들로 겐지 성을 받고 신적강하한 이들의 후손으로, 그 가운데 한 사람이었던 미나모토노 사다무(源定)라는 인물의 손자로써 히젠노카미(肥前守)를 지냈던 미나모토노 우카부(源浮)나 후지와라노 사네스케(藤原実資)의 일기 《소우기》(小右記) 조와(長和) 5년(1016년)조의 기술에서 미나모토노 기쿠(源聞)라는 인물이 히젠노카미로 임명되었으며 사네스케에게 예를 올리러 방문했다고 하는 것이 그것이다. 미나모토노 사다무나 미나모토노 기쿠 모두 요임(遥任)의 형태로 고쿠시(国司)의 임무를 수행했던 것으로 여겨지는데, 현지에 그 자손이 정착했음을 짐작할 수 있다. 또한 간닌(寛仁) 원년(1019년)에 도이의 입구(刀伊の入寇) 사건에서 방어전을 치렀던 일본측 지휘자 가운데 '전임 히젠노스케(前肥前介) 미나모토노 시루스(源知)'라는 인물이 존재했고, 도이의 입구 당시 무수한 적병을 사살하고 한 사람을 생포한 공을 세웠다고 한다. 이와 같이 엔큐 원년 이전에 이미 마쓰라 일족의 선조로 생각되는 인물이 고쿠시나 재청관인 등으로써 활동하고 있었던 것으로 보인다.
일족은 저마다 거점 지역의 지명을 자신의 묘지로 삼았고 이들 일족의 결합체를 마쓰라토라 불렀다. 토(党)로써의 결합체였기에 어떤 중심 되는 씨족의 통제를 강하게 받는다거나 하는 일은 없이 동맹적 관계로써 존재했던 것으로 여겨지고 있다. 그 가운데서 지도력이나 세력이 있는 씨족이 마쓰라토의 소료(惣領)가 되었다.
마쓰라 일족의 거주 지역은 섬이 많고 해안선이 복잡한 바닷가 지역이었고, 한반도 및 중국 대륙과는 바다를 끼고 인접해 있었기 때문에 배를 이용해 고려나 송과의 무역에 종사할 기회도 많았던 것으로 보인다. 또한 배에 의지해 살았으므로 수군으로써, 나아가서는 해적으로써의 이미지가 중앙 귀족을 비롯한 일반층 사이에까지 정착해, 수군이자 해적으로써의 마쓰라토의 호칭이 널리 알려지게 되었다.

## 마쓰라토와 아베씨
마쓰라토에 속한 무사들은 거의 대부분이 사가 겐지 와타나베토 마쓰라 씨 계통으로 저마다가 촌수가 먼 친척 관계로 묶여 있었지만, 일부는 오슈(奥州)에서 온 아베 씨(安倍氏)의 생존자로 미나모토노 요리요시(源義家)에게 패하여 무나가타(宗像)로 유배되었다는 아베노 무네토(安倍宗任)의 자손도 포함되어 있었다. 마쓰라토의 계도는 30종이 현존하며, 그 계보를 대조하면 서로 다른 점도 적지 않다.

## 동국 고케닌과의 불화설
마쓰라토 본류(本流)인 셋쓰 와타나베토(渡辺党)는 셋쓰 겐지(摂津源氏)의 미나모토노 요리마사(源頼政) 일족의 지배를 받았지만, 히젠의 마쓰라토는 헤이케(平家)의 게닌(家人)이 되어 겐페이 전쟁 때에도 헤이케에 가담해 수군으로서 활약하였고, 단노우라 전투 막바지에 이르러 겐지에 가담함으로써 겐지의 승리에 크게 공헌해 그 공으로 가마쿠라 막부의 사이고쿠(西国) 지역 고케닌(御家人)으로 편입되고 규슈 북부의 지토(地頭)에도 임명되지만, 아키즈키씨(秋月氏)나 가마치씨(蒲池氏)나 기쿠치씨(菊池氏) 등과 마찬가지로 원래 헤이케의 게닌이었던 이들 사이고쿠 고케닌을 미나모토노 요리토모는 그다지 신뢰하지 않았고, 이들을 쇼니씨(少弐氏), 시마즈씨(島津氏), 오토모씨(大友氏) 등의 아래에 배속시켜 버렸다.
특히 13세기 여몽연합군의 일본원정 때에 사치씨(佐志氏)나 야마시로씨(山代氏)를 비롯한 여러 무사들의 활약상이 알려져 있는데, 히젠 국 마쓰라 군에서 사시 후사시(佐志房)는 몽골군과 교전하다 그의 세 아들과 함께 전사하고 마쓰라토의 수백 인이 죽거나 포로가 되었다. 마쓰라는 쓰시마(対馬)나 이키(壱岐)에서처럼 몽골군에 짓밟혔다.

## 남북조 시대의 마쓰라토

### 향배에 따른 결정
고다이고 천황을 중심으로 하는 막부 타도 세력이 각지에서 봉기하고, 규슈에서도 하카타(博多)의 진제이 단다이(鎮西探題)를 맡고 있던 호조 나가토키가 슈고(守護) 오토모 씨 ・ 시마즈 씨 ・ 쇼니 씨 등의 군세에 공멸당했다. 중앙에서 막부 타도 세력이 봉기해 성장할 때 마쓰라토에 속한 여러 집안도 저마다의 가장의 판단에 따라 어떤 사람은 고다이고 천황의 봉기를 촉구하는 윤지(綸旨)에 응하는가 하면, 기존의 막부 세력인 호조 나가토키를 따르는 이들도 있었다. 가마쿠라 막부가 멸망하고 겐무(建武) 3년(1336년) 3월, 교토에서의 권력 투쟁에 패한 아시카가 다카우지(足利尊氏)는 재기를 노리고 규슈로 달아났는데, 이때 마쓰라토에 속한 일부 집안이 기쿠치 다케토시(菊池武敏)를 도와 다카우지를 공격했다. 그러나 다타라하마 전투(多々良浜の戦い)에서 승세가 다카우지 쪽으로 기울었을 때 마쓰라토는 다카우지측으로 돌아서버렸다. 그리고 마쓰라토는 아시카가 다카우지와는 같은 겐지 일족이라는 점을 적극적으로 내세우게 된다. 더불어 마쓰라 일족이 아닌 마쓰라 지방의 다른 씨족들도 혼인관계에 의지해 마쓰라 일족임을 주장하고 나섰다.

### 마쓰라 잇큐(松浦一揆)
다타라하마 전투(多々良浜の戦い)에서 승리한 아시카가 다카우지는 규슈 경영을 위해 잇시키 노리우지(一色範氏)를 규슈 단다이(九州探題)로 유치했다. 한편 남조측에서도 규슈 지역에서 기쿠치 씨(菊池氏)를 중심으로 하는 남조 세력 결집을 위해 고코쿠(興国) 3년(1342년) 고다이고 천황(後醍醐天皇)의 왕자인 가네요시 친왕(懐良親王)을 정서장군궁(征西将軍宮)으로 삼아 사쓰마으로 보냈다. 나아가 아시카가 집안 내부 다툼이 발단이 된 간노의 소란(観応の擾乱)으로 다카우지의 서자이자 다다요시의 양자였던 아시카가 다다후유가 규슈로 낙향해 오면서 규슈는 북조와 막부, 남조, 그리고 아시카가 다다후유 이렇게 세 진영간의 삼파전에 휘말린다. 세 진영은 각자 규슈 현지 세력들을 아군으로 끌어들이고자 했고, 마쓰라토 역시 이러한 여러 세력들 사이에서 각자의 독립되어 있던 세력의 가장의 이해득실에 따라 행동을 달리하게 된다.
마쓰라토를 하나로 묶은 세력으로써 아군으로써 끌어들이려는 시도가 각 세력들에 의해 벌어졌는데, 그 가운데 오안(応安) 4년(1371년) 규슈 단다이로 임명되어 규슈 지방으로 낙향해 온 이마가와 료슌(今川了俊)이 있었다. 그는 마쓰라토에 대해 지연적 관계에 의한 잇큐 계약(一揆契約)을 맺는 정책을 추진하였다. 마쓰라토의 잇큐 계약장(契諾状)은 오안 6년(1373년)부터 메이토쿠(明徳) 3년(1392년)까지 약 20년간 네 차례에 걸쳐 체결되었다.

## 센고쿠 다이묘부터 히라도 번주까지
마쓰라토는 그들이 거주하던 지역에 따라 크게 가미(上)마쓰라토와 시모(下)마쓰라토로 나뉘었다. 가미마쓰라토는 시조 마쓰라 히사 이래 마쓰라 지방의 기시타케 성(岸岳城)을 중심으로 크게 세력을 떨쳤는데, 그 최대 세력이었던 하타 씨(波多氏)가 센고쿠 시대를 거치면서 멸망해버리고, 시모마쓰라토의 방계인 히라도 마쓰라 씨(平戸松浦氏)는 센고쿠 다이묘(戦国大名)로 성장하여 시게노부 대에 이르러 세키가하라 전투 이후 옛 영지를 받아 히라도번(平戸藩) 6만 3천 석의 도자마 다이묘(外様大名)로서 존속할 수 있었다.

## 대외 관계

### 한국과의 관계
가마쿠라 시대 초기인 가로쿠(嘉禄) 원년(1225년)경 마쓰라토가 고려에 쳐들어 간 것이 왜구(倭寇)의 시원이 되었다. 후지와라노 사다이에(藤原定家)의 일기 《메이게쓰기》(明月記)에는 가로쿠 2년(1226년) 쓰시마(対馬)가 고려와 항쟁을 벌이고 있었다는 것이나, 마쓰라토가 병선 수십 척을 거느리고 고려로 쳐들어 갔다는 것을 전하고 있다. 나아가 가마쿠라 시대의 역사서인 《아즈마카가미》(吾妻鏡) 조에이(貞永) 원년(1232년) 윤9월 17일조에 따르면 히젠 국의 가가미노야시로(鏡社, 일본 사가현佐賀県 가라쓰시唐津市 가가미鏡) 주인(住人)이 고려에 건너가서 야간 기습을 행해 많은 진기한 보물들을 훔쳐 귀국하였다고 기술되어 있다. 해적 활동에 고민하던 고려는 가마쿠라 막부에 사절을 보내 단속 강화를 요청해 왔다. 이를 수락한 막부는 히젠 국의 슈고(守護) 무토 스케요리(武藤資頼)에게 명해 해적 행위 장본인으로 보이는 쓰시마 사람 90명을 잡아 고려 사신이 보는 앞에서 처형하게 했다. 이때 처형된 자들 가운데 마쓰라토도 다수 포함되어 있었던 것으로 여겨진다. 일본사에서 원구(元寇)라 불리는 여원연합군의 일본원정 이후에 이들의 고려 공격은 더욱 심해졌다. 훗날 조선 왕조에서도 고려 왕조에 이어 사자를 보내 해적 행위 금절을 위한 교섭을 행했고, 무로마치 시대(室町時代)인 가키쓰(嘉吉) 원년(1441년)부터 분메이(文明) 3년(1471년) 사이 마쓰라토와 세견선(歳遣船)의 수를 결정하는 약조가 체결되었다.

### 중국과의 관계
간닌 3년(1019년)에 있었던 도이의 입구 사건 때 일본측 히젠노스케(肥前介) 미나모토노 아키라(源知)가 이를 격퇴하였는데, 제8대 마쓰라 히사시(松浦久) 이후의 마쓰라토는 해상에서 활동하는 자들이 많았고, 이후 몽골의 침공 때에도 그들의 특기를 유감없이 발휘하였다. 중국 연안에서도 교역에 종사하는가 하면 연해를 약탈하며 '왜구'로써 해적행위를 벌이는 일도 늘어났는데, 마쓰라 지방은 이들의 근거지였다.
덴분(天文) 11년(1542년) 명나라 사람인 왕직(王直)이 영주 마쓰라 다카노부(松浦隆信)의 수락으로 히라도에서 밀무역을 행했다. 중국 강남 연안은 물론 루손(필리핀), 안남(安南, 베트남), 시암(타이), 말라카 등지로 항로가 열려 있었고, 대륙의 물자를 도입하는데 주력해 히라도는 번영을 누릴 수 있었다. 그 뒤 이단(李旦)、정지룡(鄭芝竜) 등 중국인 해상 세력가들이 히라도를 방문하고, 정지룡이 히라도에서 일본인 다가와 마쓰라는 여인과의 사이에서 정성공을 얻는 등 중국 해상세력과 마쓰라토의 관계는 깊었다.

## 같이 보기
- 수군
- 왜구